# Kōmei-kejseren
Kōmei-kejseren  (孝明天皇 Kōmei-tennō) (22. juli 1831–30. januar 1867), hvis personlige navn var Osahito  (統仁), var den 121. kejser af Japan  (天皇 Tennō) fra 1846 til 1867. Hans regeringstid udgjorde den sidste del af Edo-perioden.

## Ekstern henvisninger
- Wikimedia Commons har flere filer relateret til Kōmei-kejseren